# Hans-Lothar von Gemmingen

Hans-Lothar von Gemmingen als Mitglied des Corps Bremensia, 1912

Hans-Lothar Hermann Ferdinand Ernst Karl von Gemmingen-Hornberg (* 19. Januar 1893 in Metz; † 14. Februar 1975 in Heidelberg) war ein deutscher Unternehmer. Er war bis 1962 Geschäftsführer des Röchling-Konzerns, außerdem Rechtsritter des Johanniterordens und von 1932 bis 1972 Vorsitzender des Gemmingenschen Familienverbandes.

## Leben
Er war ein Sohn des Lothringer Bezirkspräsidenten Karl von Gemmingen (1857–1935) und der Hedwig Scipio (1867–1935). Er besuchte Schulen in Forbach und Straßburg und studierte danach Rechtswissenschaft in Oxford und Göttingen. Er war Mitglied im Corps Bremensia Göttingen. Am Ersten Weltkrieg nahm er im Oldenburgischen Dragoner-Regiment Nr. 19 als Freiwilliger teil. Er erlitt in Russland eine schwere Verwundung, von der er sich in dem von seiner Mutter geleiteten Lazarett in Metz erholte. Anschließend meldete er sich zur Flieger-Ersatz-Abteilung Posen, wo er Nachtflieger im Bombengeschwader 5 war und vier Bruchlandungen überlebte. Nach Kriegsende setzte er sein Jurastudium fort und promovierte zum Dr. Jur., bevor er eine kaufmännische Tätigkeit im Handelsunternehmen der Familie seiner Mutter, Scipio, in Bremen aufnahm.
Nach der 1922 erfolgten Hochzeit mit Ellenruth Röchling (1900–1977) wechselte er zu den von deren Vater Hermann Röchling geleiteten Röchlingschen Eisen- und Stahlwerken, wo er bald in die Unternehmensleitung aufrückte und Teilhaber eines Röchling-Unternehmens wurde. In seine Zeit bei Röchling fiel die Rückgliederung des Saarlandes 1935 und die Expansion in die besetzten Gebiete sowie die Rüstungsproduktion mit Zwangsarbeitern während des Zweiten Weltkriegs. Nach Kriegsende eröffnete die französische Besatzungsmacht im Rahmen der Rastatter Prozesse das Verfahren gegen die Röchling-Unternehmensführung, der man Ausbeutung der besetzten Gebiete und den Einsatz von Zwangsarbeitern vorwarf. Als Dolmetscherin der Verteidigung fungierte seine älteste Tochter Ellenruth von Gemmingen. Hans-Lothar von Gemmingen wurde zu drei Jahren Haft, Einzug der Hälfte seines Vermögens und Ehrverlust verurteilt.
Die Haftzeit nutzte er insbesondere für genealogische Studien zur Familie der Freiherren von Gemmingen, deren Familienverband er seit 1932 vorstand. Er erarbeitete eine Systematik zur Nummerierung der Familienangehörigen innerhalb der verschiedenen Familienzweige und gab ab 1949 mehrere genealogische Schriften heraus. Als Vorsitzender des Familienverbandes führte er 1957/58 auch die Verhandlungen zum Erwerb des Schlosses Gemmingen durch Angehörige der Familie.
Nach Ende der Haftzeit mühte er sich um die Rückgewinnung des Röchling-Werks in Völklingen, die mit dem Beitritt des Saarlandes zur Bundesrepublik gelang. Er blieb bis 1962 Geschäftsführer des Röchling-Konzerns und gehörte auch den Aufsichtsräten verschiedener Banken und Versicherungen an.
Seinen Ruhestand verlebte er in Heidelberg.

## Familie
Hans-Lothar von Gemmingen heiratete am 8. August 1922 in Heidelberg Ellenruth Röchling (1900–1977), Tochter des Stahlunternehmers Hermann Röchling und der Theodora Müller. Der Ehe entstammten vier Kinder:
- Ellenruth Theodora (1923–2016)[2]
- Karl Hermann (1924–1960)
- Hans Lothar Paul Eberhard (1926–2006) ⚭ Karin Wiebe (* 1936)
- Ingeborg (1931–2022) ⚭ Hans Ulrich Gußmann (1920–1989)

## Schriften (Auswahl)
- Stammreihen und Stammbaum der Freiherren von Gemmingen 1910–1949, Heidelberg 1949
- Ernst Freiherr v. Ellrichshausen, 1796–1855, und Mathilde Gräfin v. Beroldingen, 1807–1880, Ahnen und Nachkommen zusammengestellt, Limburg an der Lahn 1971
- Ernst Freiherr v. Gemmingen-Hornberg, 1795–1824, und Sophie geb. Freiin v. Degenfeld, 1800–1880, Ahnen und Nachkommen zusammengefasst, Limburg an der Lahn 1973